# والتر ووكر (سياسي)
والتر ووكر (بالإنجليزية: Walter Walker)‏ هو سياسي أمريكي، ولد في 3 أبريل 1883 في الولايات المتحدة، وتوفي في 8 أكتوبر 1956 في نفس البلد. حزبياً، نشط في الحزب الديمقراطي. وقد انتخب عضو مجلس الشيوخ الأمريكي.